# Густав Тени
Густав Тени (Стилфс, 28. фебруар 1951), је бивши италијански алпски скијаш.

## Каријера
Густав Тени је рођен у округу Болцано у месту Стилфс (италијански Трафој).
Тени спада међу најбоље италијанске скијаше икада. Међу његове највеће успехе спада освајање три медаље на Олимпијским играма 1972. у Сапороу и четири титуле укупног победника Светског купа. Поред њега четири титуле су освојили и Пирмин Цурбриген и Херман Мајер, док је Марк Ђирардели освојио пет.
Тени је био изразито успешан у техничким дисциплинама као што су слалом и велеслалом почетком 1970-их. Прву победу је остварио, на свом дебију у Светском купу, у велеслалому у Вал д'Изеру децембра 1969. Дебитантска сезона му је била веома успешна јер је остварио четири победе и девет пласмана међу прва три. Завршио је ову сезону на трећем месту у укупном поретку са само осам бодова заостатка у односу на победника Карл Шранца из Аустрије. Следеће три сезоне осваја велики кристални глобус и поново то чини у сезони 1974/75. Сезону 1973/74. завршио је на другом месту иза свог доброг пријатеља и сународника Пјера Гроса.
Иако се првенствено такмичио у техничким дисциплинама повремено се такмичио и у спуст. Најбољи резултат који је остварио у спусту је било друго место у Кицбилу јануара 1975. Ту трку је изгубио од легендарног Аустријанца Франца Кламера за само један стоти део секунде. По овом догађају 1981. направљен је филм у ком је глумио и сам Тени.
Тени је остварио и бројне победе у комбинацији укључујући и златну медаљу на Светском првенству 1972. у Сапороу.
Последњу победу у слалому је остварио у марту 1975. у Сан Велију у САД. После те победе био је најбољи и у паралелном слалому у Вал Гардени. Последњу победу у велеслалому је остварио у јануару 1976. Последња његова победа у Светском купу била је у комбинацији јануара 1977. у Кицбилу. Међу прва три последњи пут се пласирао 1979. у Ореу у Шведској.
На Олимпијским играма 1980. у Лејк Плесиду освојио је осмо место у слалому а месец дана касније је престао да се такмичи.

## Освојени кристални глобуси
| Сезона | Дисциплина |
| ------ | ---------- |
| 1970.  | Велеслалом |
| 1971.  | Укупно     |
| 1971.  | Велеслалом |
| 1972.  | Укупно     |
| 1972.  | Велеслалом |
| 1973.  | Укупно     |
| 1973.  | Слалом     |
| 1974.  | Слалом     |
| 1975.  | Укупно     |

### Победе у Светском купу
24 победе (11 у велеслалому, 8 у слалому, 4 у комбинацији и 1 у паралелном слалому)
| Сезона | Датум              | Место                          | Трка             |
| ------ | ------------------ | ------------------------------ | ---------------- |
| 1970.  | 11. децембар 1969. | Вал д'Изер, Француска          | Велеслалом       |
| 1970.  | 4. јануар 1970.    | Бад Хинделанг, Западна Немачка | Слалом           |
| 1970.  | 29. јануар 1970.   | Мадона ди Кампиљо, Италија     | Велеслалом       |
| 1970.  | 30. јануар 1970.   | Мадона ди Кампиљо, Италија     | Велеслалом       |
| 1971.  | 10. јануар 1971.   | Мадона ди Кампиљо, Италија     | Слалом           |
| 1971.  | 21. фебруар 1971.  | Шугарлоуф, САД                 | Велеслалом       |
| 1971.  | 25. фебруар 1971.  | Хевенли Вели, САД              | Слалом           |
| 1971.  | 27. фебруар 1971.  | Хевенли Вели, САД              | Велеслалом       |
| 1972.  | 2. март 1972.      | Хевенли Вели, САД              | Велеслалом       |
| 1973.  | 15. јануар 1973.   | Аделбоден, Швајцарска          | Велеслалом       |
| 1973.  | 4. фебруар 1973.   | Санкт Антон, Аустрија          | Слалом           |
| 1973.  | 4. март 1973.      | Мон Сент Ан, Канада            | Слалом           |
| 1974.  | 20. јануар 1974.   | Аделбоден, Швајцарска          | Велеслалом       |
| 1974.  | 2. март 1974.      | Вос, Норвешка                  | Велеслалом       |
| 1974.  | 10. март 1974.     | Високе Татре, Чехословачка     | Слалом           |
| 1975.  | 12. јануар 1975.   | Венген, Швајцарска             | Комбинација      |
| 1975.  | 19. јануар 1975.   | Кицбил, Аустрија               | Комбинација      |
| 1975.  | 30. јануар 1975.   | Шамони, Француска              | Слалом           |
| 1975.  | 1. фебруар 1975.   | Межев, Француска               | Комбинација      |
| 1975.  | 15. март 1975.     | Сан Вели, САД                  | Слалом           |
| 1975.  | 23. март 1975.     | Вал Гардена, Италија           | Паралелни слалом |
| 1976.  | 5. децембар 1975.  | Вал д'Изер, Француска          | Велеслалом       |
| 1976.  | 12. јануар 1976.   | Аделбоден, Швајцарска          | Велеслалом       |
| 1977.  | 16. јануар 1977.   | Венген, Швајцарска             | Комбинација      |